# Coronaropatia
Per coronaropatia o malattia coronarica si intende una qualsiasi alterazione, anatomica o funzionale, delle arterie coronarie, cioè dei vasi sanguigni che portano sangue al muscolo cardiaco.

## Classificazione ed eziologia
Le coronaropatie possono essere congenite o acquisite.
Le coronaropatie congenite sono malattie rare, spesso fatali e solitamente individuate nell'infanzia. Possono essere dovute a difetti della genesi di uno o più vasi coronarici (atresie), a origine anomala (origine comune delle coronarie da un seno coronarico o dall'aorta o dal tronco dell'arteria polmonare) o ad anomalie del loro decorso.
Le coronaropatie acquisite sono di solito conseguenti a ostruzione di uno o più rami delle arterie coronarie su base aterosclerotica (causa di gran lunga più frequente) o non aterosclerotica (interessamento coronarico da parte di fenomeni embolici, da parte di flogosi come nella sarcoidosi o nel LES, oppure deposizione di materiali abnormi, quali l'amiloide, sulle pareti dei vasi).

## Epidemiologia
Le coronaropatie congenite sono un gruppo di affezioni rare, le coronaropatie acquisite rappresentano la principale causa di morte, specialmente nei paesi ad alto tenore di sviluppo, nonché uno dei principali problemi di salute, anche se il tasso di mortalità dei pazienti affetti da CAD (Coronary Artery Disease) è in forte diminuzione. Negli USA ogni anno le coronaropatie uccidono 500 000 persone. L'incidenza è più alta negli uomini (2:1) che nelle donne.

## Patogenesi

### Coronaropatie acquisite
1) Fattori predisponenti non influenzabili sono
- predisposizione familiare
- età
- sesso maschile

2) Fattori di rischio di primo ordine
- dislipidemia, in particolar modo un aumento del colesterolo totale e LDL, un aumento dei trigliceridi e una diminuzione nei livelli di HDLemia.
- ipertensione arteriosa sistemica
- diabete mellito
- sindrome metabolica: bulimia, resistenza all'insulina, iperinsulinemia e malattie associate
- tabagismo

3) Fattori di rischio di secondo ordine
- aumento della lipoproteina Lp(a)
- iperfibrinogenemia > 300 mg/dl
- iperomocisteinemia > 12 micromol/l
- anticorpi antifosfolipina
- sedentarietà
- fattori psicosociali: stress negativo, stato sociale inferiore, e altro.

Se son presenti due fattori di primo ordine, il rischio di sviluppare una coronaropatia si quadruplica. Se son presenti tre fattori di primo ordine, il rischio aumenta di 10 volte.
Attualmente è in corso di studio una possibile concausa all'aterosclerosi di natura infettiva (infezione persistente di chlamydia pneumoniae?).
Nell'infarto al di sotto dei 30 anni si rilevano
- problemi dislipidemici familiari
- sindrome anti fosfolipidi
- ipotiroidismo con ipercolesterinemia
- vasculiti.

## Fisiopatologia
Il cuore è vascolarizzato solitamente da due arterie principali, in equilibrio di flusso tra loro: l'arteria coronaria destra, che ne ossigena la parete posteriore, e l'arteria coronaria sinistra, da cui si dipartono l'arteria interventricolare anteriore (IVA), che irriga la parete anteriore e gran parte del setto interventricolare, e il ramo circonflesso (CX).
Il circolo coronarico si definisce a seconda che l'arteria discendente posteriore origini dalla coronaria destra o dalla sinistra rispettivamente a dominanza destra o a dominanza sinistra. Nell'85% dei casi abbiamo una dominanza destra, nel 10% sinistra, nel 5% il circolo è bilanciato e la parete posteriore del cuore è irrorata da entrambe le coronarie. In funzione del numero di vasi interessati dalla stenosi ateromasica, si parlerà di malattia di 1, 2 o 3 vasi.
In relazione alla percentuale di stenosi del condotto arteriosa possiamo distinguere 4 ordini di gravità:
- grado 1: 25-49% di stenosi
- grado 2: 50-74% (stenosi significativa)
- grado 3: 75-99% (stenosi critica)
- grado 4: 100% occlusione.

## Clinica
La malattia coronarica si manifesta come
- ischemia cardiaca silente (asintomatica)
- coronaropatia sintomatica
  1. angina, stabile o instabile: dolori toracici per ischemia reversibile
  2. infarto: necrosi miocardica ischemica
  3. alterazione ischemica con insufficienza cardiaca sinistra
  4. aritmie, soprattutto a livello ventricolare
  5. morte cardiaca improvvisa.

La manifestazione iniziale di una coronaropatia sintomatica può essere
- angor nel 40% dei casi
- infarto nel 40%
- morte improvvisa nel 20%.
- Angina stabile: crisi anginosa riproducibile a sforzi determinati e che risponde bene alla sospensione dell'attività o a derivati nitrati. La Canadian Cardiovascular Society (CCS) individua cinque stadi:
  - 0: ischemia silente
  - I: angor a sforzi massimali
  - II: limitazione leggera dell'attività fisica
  - III: limitazione severa della normale attività fisica
  - IV: angina a riposo
- Angina instabile o sindrome pre-infartuale
  - Forma primaria: la prima insorgenza di angina in un individuo è sempre, per definizione, instabile.
  - Forma secondaria, detta anche "angor crescendo":
    1. Angina senza aumento delle troponine I e T
    2. Angina con aumento delle troponine I e T, ma senza elevazione del tratto elettrocardiografico ST (Angor NST)
    3. Infarto miocardico, con modificazioni I/T ed elettrocardiografiche.
- Forme particolari
  - Angina di Prinzmetal: caratterizzato da sopraslivellamento ST transitorio da spasmo coronarico, senza squilibri elettrolitici. Presenta un rischio infartuale aumentato.
  - Walking through Angina, dolore allo sforzo che sparisce col prosieguo dello stesso.
  - Angor da decubito: forma che sopravviene durante il sonno, da differenziare con l'artrosi vertebrale mediante l'Holter.

## Diagnosi
La diagnosi è eminentemente clinico-anamnestica, per il dolore toracico caratteristico, ma l'assenza di dolore non esclude la diagnosi, poiché più del 50% delle crisi ischemiche sono asintomatiche. L'elettrocardiogramma è uno strumento fondamentale. Fatto a riposo risulta essere normale, a meno che ripetuti episodi ischemici non abbiano creato piccoli infarti, e quindi avremo modificazioni aspecifiche dell'onda T.
L'Holter, ovvero l'ECG delle 24h, è utile in quanto permette di individuare le condizioni che nella vita normale esprimono un'ischemia silente.
L'ECG sotto sforzo (ergometria) risulta avere buone specificità e sensibilità. La specificità risulta essere dell'80%. Più forte è lo sforzo e più numerose sono le stenosi coronariche, più sensibile è l'esame. Nella malattia a 1 vaso la sensibilità è del 60%, a 2 vasi è del 70%, a 3 vasi dell'80%. La sensibilità dell'ergometro è inferiore nelle donne.
Falsi negativi si hanno in caso di mancato raggiungimento dello sforzo massimale (calcolato come 220-età, mentre lo sforzo sottomassimale è 200-l'età). Falsi positivi si hanno spesso con gli ipertesi: in questo caso avremo sottoslivellamento ST senza lesioni coronariche.
La cosiddetta sindrome Q presenta pazienti con angor e risultati ergometrici positivi, ma coronarografia normale. È più frequente nelle donne.
Tipico dell'angor è il sottoslivellamento ST di almeno 0,1 mV nelle derivazioni periferiche e almeno 0,2 mV in quelle precordiali.
Nell'angina di Prinzmetal si rileva invece un sopraslivellamento del tratto ST.
Rischi di un ECG da sforzo capitano in 1-2 casi su 10 000 e si tratta prevalentemente di fibrillazione ventricolare, e quindi l'occorrente per la rianimazione cardiopolmonare dev'essere presente durante la seduta.
Controindicazioni sono l'angina instabile, la stenosi del tronco comune, l'insufficienza cardiaca manifesta, l'aneurisma aortico manifesto, l'ipertensione arteriosa sistemica mal controllata (diastolica <115 mmHg), aritmie mal controllate.
Una prova sotto sforzo è consigliata in soggetti asintomatici oltre i 40 anni in caso di presenza di più fattori di rischio.

## Terapia chirurgica
Gli interventi chirurgici sono divisi in due gruppi, a seconda che si utilizzi o meno in circolo coronarico (chirurgia indiretta e chirurgia diretta). Nuove tendenze sono rivolte verso due obiettivi: minimizzare l'accesso chirurgico (chirurgia miniinvasiva) in cui l'accesso non avviene più attraverso una toracotomia mediana e associare la CEC alla chirurgia miniinvasiva con cannulazione periferica e clampaggio aortico tramite palloncino endovascolare in aorta ascendente.

### Chirurgia coronarica indiretta
Gli interventi di chirurgia coronarica indiretta sfruttano la circolazione sinusale del miocardio (connessione tra cavità cardiache e circolo tradizionale). Sono state messe a punto tecniche chirurgiche raffinate:
- tecnica di Vineberg: viene utilizzata l'arteria mammaria interna, inserita nello spessore del muscolo ventricolare sinistro. L'arteria mammaria, dopo essere stata isolata, viene inserita nello spessore della parete anteriore e laterale del ventricolo sinistro come in un tunnel. In questo modo il sangue, fuoriuscendo dalla mammaria, può entrare nelle collaterali beanti delle coronarie. Il flusso sanguigno si può così spandere nello spessore del ventricolo e, anziché creare un ematoma (come si verificherebbe in qualsiasi muscolo striato), viene drenato dal circolo sinusale che con il tempo apre connessioni con il circolo coronarico nativo.
- tecnica di Vineberg modificata: si creano dei multicanali nello spessore del ventricolo con l'ausilio del laser (30-40 perforazioni epi-endocardiche) in modo tale che il sangue dal ventricolo sinistro penetri nel foro endocardico e così nella parete, invada il sistema sinusoidale e quindi venga drenato tramite le connessioni che il circolo sinusoidale ha con il circolo normale. Il lato epicardico di questi canali si chiude da solo o tramite un punto di sutura.

### Chirurgia coronarica diretta
Costituiscono gli interventi più importanti, che hanno determinato il boom della chirurgia cardiaca, e sono rivolti al riutilizzo dell'albero coronarico nativo (interventricolare anteriore e coronaria di destra). Si tratta di interventi di by-pass, cioè un tratto di vaso sano viene anastomizzato con la coronaria stenotica a valle del restringimento.